# جان اورینجه
جان اورینجه (انگلیسی: Jon Oringer؛ زادهٔ ۲ مهٔ ۱۹۷۴) کارآفرین اهل ایالات متحده آمریکا است، که در سال ۲۰۰۳ شرکت شاتراستاک را تأسیس کرد.